# Trinity Church (New York)
De Trinity Church (vertaald Drie-eenheid kerk) is een historisch kerkgebouw van de Protestantse Episcopale Kerk in New York. De kerk staat op de kruising van Broadway en Wall Street in Lower Manhattan, tegenover 1 Wall Street en het American Surety Building.

## Geschiedenis
De eerste kerk op deze plaats werd gebouwd in 1698. In 1709 werd de tot op heden bestaande Trinity School opgericht, waarbij de lessen in de kerktoren werden gehouden. Deze kerk werd in 1776 verwoest tijdens de grote brand die New York teisterde. De diensten werden gedurende enige jaren verplaatst naar de nabijgelegen St. Paul's Chapel.
De tweede Trinity Church is gebouwd tussen 1788 en 1790, het jaar dat dit gebouw werd ingewijd. In de winter van 1838-1839 verzwakte hevige sneeuwval de constructie van het gebouw dusdanig dat het moest worden afgebroken.
De derde en huidige Trinity Church werd voltooid in 1846. Het gebouw is ontworpen door architect Richard Upjohn en wordt beschouwd als een klassiek voorbeeld van de neogotische bouwstijl. De Trinity Church is door zijn architectuur en plaats en de geschiedenis van New York uitgeroepen tot een National Historic Landmark.
Toen de kerk werd ingewijd op 1 mei 1846 domineerde zij met haar hoogte van 86 meter nog de skyline van de stad en werd gezien als baken voor de schepen die de haven binnenvoeren. Door de enorme economische activiteiten in het gebied rondom Wall Street zijn er overal rond de kerk grote wolkenkrabbers gebouwd, waardoor de kerk wat uit het zicht verdwenen is. Trinity Church is nog steeds in functie als kerk voor de Episcopaalse gemeente van de stad.

## Economische achtergrond
De kerk behoort tot één van de rijkste religieuze organisaties en beheert een (vastgoed)portefeuille van zo'n 5,75 miljard euro.